# Sanhszi
Sanhszi (kiejtéseⓘ, kínai: 山西, pinjin: Shānxī, angol átírás: Shanxi) a Kinai Népköztársaság északi tartománya. Székhelye és legnagyobb városa Tajjüan.
Sanhszi Kína széntermelésének központja, ám a környezetszennyezés miatt ebben a tartományban a legmagasabb a születési rendellenességgel világra jövők aránya.

## Történelem
A tartomány ősidők óta Kína része, de önálló tartománnyá csak a Ming-dinasztia idején szervezték. Számtalanszor vált harctérré a különböző kínai belharcokban, illetve az északi nomádok támadásai idején. Földrajzi helyzete és természeti viszonyai miatt korán kereskedelmi és pénzügyi központtá vált. Az utolsó császári dinasztia, a Csing-dinasztia idején Kína pénzügyi központja a tartományban fekvő Pingyao város volt. Az aránylag épen fennmaradt várost az UNESCO a világörökség részévé nyilvánította.
A 20. század első felében Kína más részeihez viszonyítva nyugodt hely volt a tartomány. A II. világháborúban megszállták a japánok. A japán kapituláció után területének nagy része a kínai kommunisták kezébe került. A rákövetkező polgárháború (kínai polgárháború) négy évig tartott. A Kuomintang oldalán hadifogságba esett japán katonákat is bevetettek a harcokban, de végül 1949-ben a tartomány a Kínai Népköztársaság része lett.

## Népesség
| 2014 | 36 500 000 |
| 2020 | 34 915 616 |

## A prefektúraszintű városok listája
Sanhszi prefektúraszintű városai:
| Város                | Kínai írással | Terület (K㎡) | Alapítva (Kína) |
| -------------------- | ------------- | ------------- | --------------- |
| Csangcse (Changzhi)  | 长治市        | 13 945        | 1975-07-09      |
| Tatung (Datong)      | 大同市        | 14 056        | 1972-03-09      |
| Csincseng (Jincheng) | 晋城市        | 9 425         | 1985-04-30      |
| Csincsung (Jinzhong) | 晋中市        | 16 391        | 1999-09-24      |
| Linfen               | 临汾市        | 20 301        | 2000-06-23      |
| Lüliang              | 吕梁市        | 21 140        | 2003-10-23      |
| Suocsou (Shuozhou)   | 朔州市        | 10 626        | 1988-03-24      |
| Tajjüan (Taiyuan)    | 太原市        | 6 909         | 1949-10-01      |
| Hszincsou (Xinzhou)  | 忻州市        | 25 154        | 2000-06-14      |
| Jangcsüan (Yangquan) | 阳泉市        | 4 559         | 1972-03-09      |
| Jüncseng (Yuncheng)  | 运城市        | 14 183        | 2000-06-14      |